# Bairro SAAL da Praia da Luz
O Bairro SAAL da Praia da Luz, igualmente conhecido como Bairro 11 de Março, é um conjunto habitacional na vila da Luz, no concelho de Lagos, em Portugal.

## História
Este conjunto residencial foi construído no âmbito do programa Serviço de Apoio Ambulatório Local, iniciado após a Revolução de 25 de Abril de 1974, para tentar resolver o problema da falta de habitação entre as camadas mais desfavorecidas da sociedade. O governo iria dar o apoio logístico e financeiro às associações de moradores, sendo a construção das casas em si feita pelos próprios moradores, com a colaboração de voluntários e de desempregados.
No caso do bairro na Praia da Luz, a associação de moradores foi formada em 9 de Abril de 1975, com o nome de 11 de Março, e as obras começaram nesse mesmo mês. Os estatutos da associação foram publicados no Diário da República em 21 de Janeiro de 1976. Um Despacho Ministerial de 1976 ordenou que os empreendimentos do Serviço de Apoio Ambulatório Local passassem a ser controlados pelas Câmara Municipais. Foram criados vários grupos de trabalho para ajudar as associações no local, denominados de equipas volantes, sendo a unidade responsável pela zona Oeste do Algarve constituída por David Oliveira, Artur Sequeira, José Gonçalves, João Costa, Carlos Grade, Carlos Torpes, Luís Gama, e António Oliveira, Zélia Correia, Dulce Costa, Luís Rosado, Luísa Veloso e Leonarda Guerreiro.
No âmbito do programa do Serviço de Apoio Ambulatório Local, também foram construídos outros aglomerados no concelho de Lagos: o Bairro da Associação de Moradores 25 de Abril, na zona da Meia Praia, a Associação de Moradores Liberdade em Espiche, a Associação de Moradores Zona Verde em Bensafrim, a Associação de Moradores 28 de Setembro, e o Bairro SAAL da Meia Praia - Duna.

## Descrição
O Bairro SAAL da Praia da Luz é um pequeno conjunto de habitações unifamiliares de um só piso e com logradouro, estado algumas unidas pela fachada traseira, criando quarteirões.